# 現代っ子 (テレビドラマ)
『現代っ子』（げんだいっこ）は、1963年4月1日から1964年4月6日まで日本テレビ系列局で放送されていた日本テレビ製作のテレビドラマである。全53話。放送時間は毎週月曜 19:00 - 19:30 （日本標準時）。

## 概要

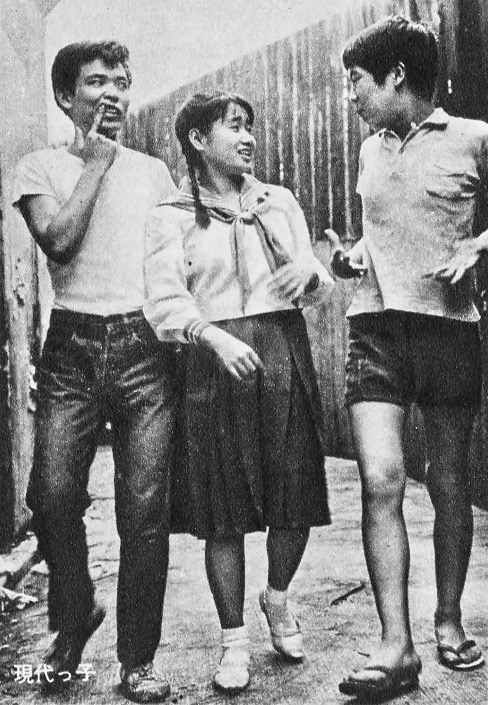
1963年7月に中平康監督による映画版『現代っ子』が公開された。
左から鈴木やすし、中山千夏、市川好郎。

父親を交通事故で失った3人の子供たちが、母子家庭となってもたくましく生きていく模様を描いたホームドラマ。
脚本家の倉本聰が企画書から手掛けたオリジナル作品であり、佐々木守のテレビドラマ脚本デビュー作でもある。前期にはハリス（現・クラシエ）の一社提供で、後期には参天製薬の一社提供で放送されていた。
本作放送期間中の1963年7月28日、日活が制作し、中平康が監督した同名の映画作品が公開された。

## 出演者
- やすし（高校生の長男）：鈴木やすし
- チコ（中学3年生の長女）：中山千夏
- 好夫（中学2年生の次男）：市川好郎
- 母：賀原夏子

## スタッフ
- 原作：倉本聰
- 脚本：倉本聰、大津皓一、山田政弘、佐々木守、斉藤耕一
- 演出：早川恒夫
- プロデューサー：増田善次郎